# Groutiella tuberculata
Groutiella tuberculata är en bladmossart som beskrevs av Bruce H. Allen och Holz in B. H. Allen 2002. Groutiella tuberculata ingår i släktet Groutiella och familjen Orthotrichaceae. Inga underarter finns listade i Catalogue of Life.